# Arliss Howard
Leslie Richard "Arliss" Howard (Independence, 18 oktober 1954) is een Amerikaans acteur, met name bekend van zijn rol in Full Metal Jacket als Private Cowboy, en in de film The Lost World: Jurassic Park als de rijke en hebzuchtige InGen baas Peter Ludlow. Hij speelde de corrupte politicus Truman Burrell in seizoen 6 van de serie True Blood.

## Privéleven
Howard is sinds 1996 getrouwd met de actrice Debra Winger en ze hebben twee kinderen.

## Filmografie

### Films
| Jaar | Film                                             | Personage                   |                                        |
| ---- | ------------------------------------------------ | --------------------------- | -------------------------------------- |
| 1983 | The Prodigal                                     | Scott Stuart                |                                        |
| 1983 | A Killer in the Family                           | John Lyons                  | Televisiefilm                          |
| 1983 | The Day After                                    | Tom Cooper                  | Televisiefilm                          |
| 1985 | The Lightship                                    | Eddie                       |                                        |
| 1987 | Hands of a Stranger                              | Felix Lyttle                | Televisiefilm                          |
| 1987 | Full Metal Jacket                                | Sergeant 'Cowboy' Evans     |                                        |
| 1988 | Tequila Sunrise                                  | Gregg Lindroff              |                                        |
| 1988 | Plain Clothes                                    | Nick Dunbar                 |                                        |
| 1990 | Men Don't Leave                                  | Charles Simon               |                                        |
| 1990 | Somebody Has to Shoot the Picture                | Raymond Eames               | Televisiefilm                          |
| 1991 | For the Boys                                     | Sergeant Michael Leonard    |                                        |
| 1992 | CrissCross                                       | Joe                         |                                        |
| 1992 | Ruby                                             | Maxwell                     |                                        |
| 1992 | Till Death Us Do Part                            | Vincent Bugliosi            | Televisiefilm                          |
| 1992 | Those Secrets                                    | Simon                       | Televisiefilm                          |
| 1993 | Wilder Napalm                                    | Wilder Foudroyant           |                                        |
| 1993 | The Sandlot                                      | Older Scotty Smalls         |                                        |
| 1994 | Natural Born Killers                             | Owen Traft                  |                                        |
| 1995 | To Wong Foo, Thanks for Everything! Julie Newmar | Virgil                      |                                        |
| 1995 | Wet                                              | Bruce Lomann                | kortfilm                               |
| 1995 | The Infiltrator                                  | Ricky Eaton                 | Televisiefilm                          |
| 1996 | The Man Who Captured Eichmann                    | Peter Malkin                | Televisiefilm                          |
| 1996 | Beyond the Call                                  | Keith O'Brien               | Televisiefilm                          |
| 1996 | Johns                                            | John Cardoza                |                                        |
| 1996 | Tales of Erotica                                 | Bruce Lomann                |                                        |
| 1997 | Amistad                                          | John C. Calhoun             |                                        |
| 1997 | The Lost World: Jurassic Park                    | Peter Ludlow                |                                        |
| 1997 | Old Man                                          | J.J. Taylor                 | Televisiefilm                          |
| 1998 | The Lesser Evil                                  | Ivan Williams               |                                        |
| 1999 | A Map of the World                               | Paul Reverdy                |                                        |
| 1999 | You Know My Name                                 | Wiley                       | Televisiefilm                          |
| 2001 | The Song of the Lark                             | Dr. Howard Archie           | Televisiefilm                          |
| 2001 | Big Bad Love                                     | Barlow                      | als acteur, regisseur en scenarist     |
| 2003 | Word of Honor                                    | J.D. Runnells               | Televisiefilm                          |
| 2004 | Dandelion                                        | Luke Mullich                |                                        |
| 2004 | Birth                                            | Bob                         |                                        |
| 2005 | Dawn Anna                                        | Physical Therapist          | Televisiefilm, als acteur en regisseur |
| 2006 | Weapons                                          | Oom van Mikey               |                                        |
| 2007 | Awake                                            | Dr. Jonathan Neyer          |                                        |
| 2009 | The Time Traveler's Wife                         | Richard DeTamble            |                                        |
| 2011 | Moneyball                                        | John Henry                  |                                        |
| 2015 | Concussion                                       | Dr. Joseph Maroon           |                                        |
| 2017 | The Boy Downstairs                               | Vader van Diana             |                                        |
| 2020 | Lapsis                                           | Dr. Mangold                 |                                        |
| 2020 | Mank                                             | Louis B. Mayer              |                                        |
| 2021 | With/In: Volume 2                                |                             | als acteur, regisseur en scenarist     |
| 2023 | The Killer                                       | Henderson "Clay" Claybourne |                                        |
| 2024 | The Thicket                                      | Rev. Ephron Karlsson        |                                        |

### Televisieseries
| Jaar      | Serie                          | Personage       |                                           |
| --------- | ------------------------------ | --------------- | ----------------------------------------- |
| 1979      | The Incredible Hulk            | Politieagent    | afl. "The Disciple"                       |
| 1983      | AfterMASH                      | Danny Madden    | afl. "September of '53/Together Again"    |
| 1984      | Hill Street Blues              | Phil Platt      | afl. "Bangladesh Slowly"                  |
| 1985      | The New Twilight Zone          | Veemdeling      | afl. "Healer/Children's Zoo/Kentucky Rye" |
| 1989      | I Know My First Name Is Steven | Kenneth Parnell | Miniserie                                 |
| 2005–2007 | Medium                         | Kenneth Push    | 4 afl.                                    |
| 2010      | Rubicon                        | Kale Ingram     | 13 afl.                                   |
| 2013      | True Blood                     | Truman Burrell  | Seizoen 6                                 |
| 2017      | When We Rise                   | Theodore Olson  | afl. "Part IV"                            |
| 2020      | Manhunt: Deadly Games          | Earl Embry      |                                           |
| 2021      | Mr. Corman                     | Larry           | 2 afl.                                    |